# Vina (département)
La Vina est un département du Cameroun situé dans la région de l'Adamaoua. Son chef-lieu est Ngaoundéré.

## Organisation territoriale
Le département est découpé en 8 arrondissements et/ou communes :
- Belel
- Mbe
- Nganha
- Ngaoundéré Ier
- Ngaoundéré IIe
- Ngaoundéré IIIe
- Nyambaka
- Martap

Chaque arrondissement est dirigé par un Sous-préfet. Ils ont été nommés par un décret du Président de la République signé le 23 avril 2013.

## Préfet
- Awounfac Alienou Yves Bertrand (depuis le 14 janvier  2021)

### Sources
- Décret n°2007/115 du 13 avril 2007 et décret n°2007/117 du 24 avril 2007